# Шуруповёрт (путевой инструмент)

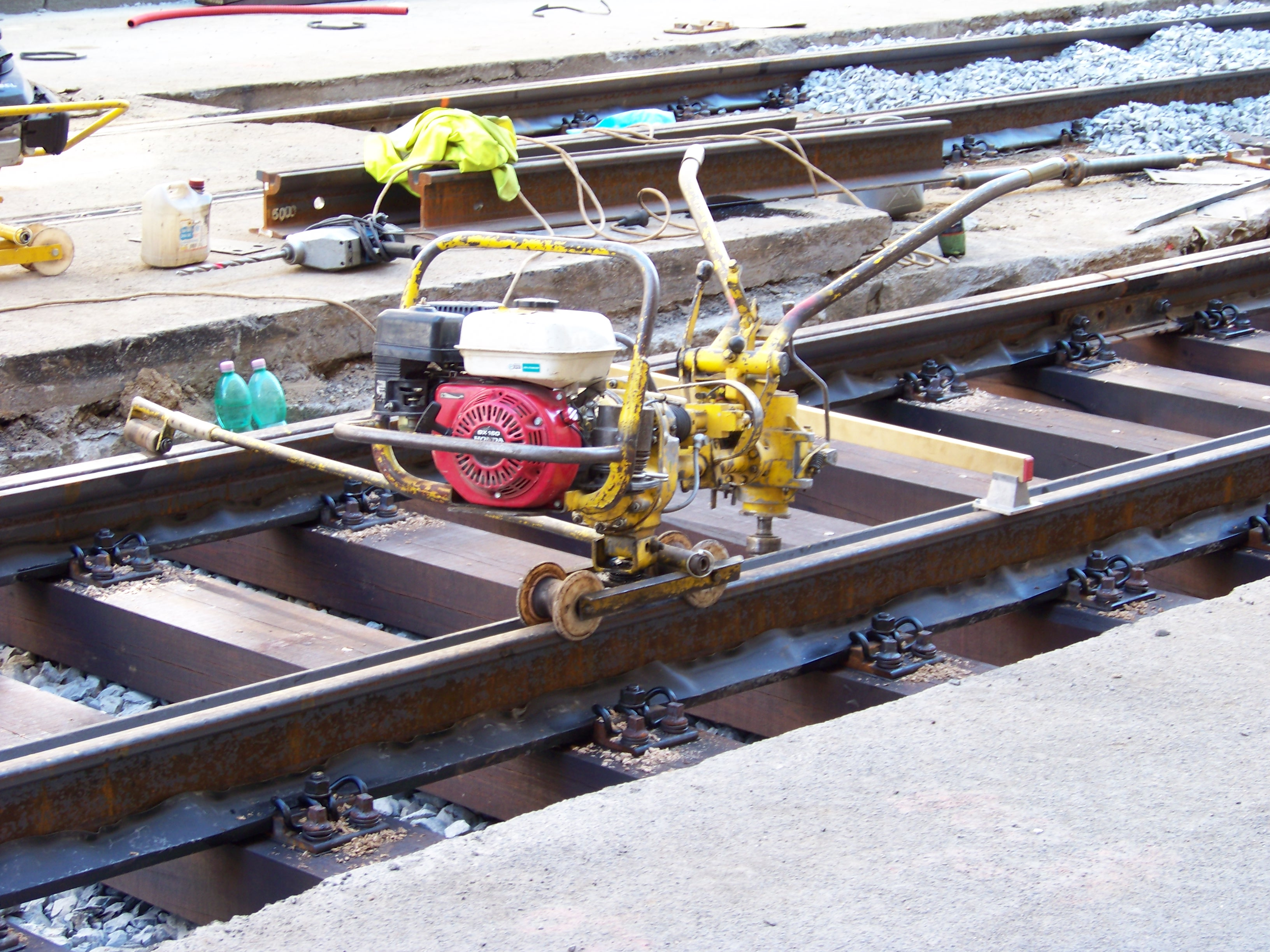
Шуруповёрт

Шуруповёрт (гайковёрт) — путевой инструмент для завёртывания и отвёртывания шурупов рельсовых скреплений, гаек клеммных и закладных болтов, а также для сверления отверстий в шпалах и брусьях под шурупы и костыли. Применяется на железнодорожном транспорте при строительстве, ремонте и текущем содержании железнодорожного пути.

## История появления
Ручные шуруповёрты применяются с начала XX века, позднее для привода рабочего органа стали использовать электродвигатель или двигатель внутреннего сгорания. Массовый выпуск электрифицированных шуруповёртов был налажен в СССР в начале 1950-х годов. 

## Конструкция и принцип работы
Роликовая тележка с шуруповёртом перемещается во время работы по рельсовой колее. Два предохранительных ролика позволяют поворачивать шуруповёрт на 180°. Вращающий момент от электродвигателя к съёмным наконечникам передаётся через редуктор, который имеет два выходных вала: один с конусом для крепления сверла, другой — для установки рабочей головки. Переключение скоростей осуществляется рукояткой с тросовым управлением. Максимальный крутящий момент, приложенный к шурупу, в зависимости от твёрдости дерева шпал, регулируется установленной на шпинделе редуктора предохранительной муфтой. Шуруповёрт имеет параллелограммную подвеску с пружиной, уравновешивающей большую часть веса мотор-редуктора, что уменьшает усилие на рукоятке.

## Технические параметры
- мощность электродвигателя — 1,7 кВт
- время завёртывания шурупа в шпалу:
  - из мягких пород дерева — 5 секунд
  - из твёрдых пород дерева — 11 секунд
- время сверления отверстий в шпалах:
  - из мягких пород дерева — 2—4 секунды
  - из твёрдых — около 6 секунд
- время завёртывания гайки — около 4 секунд
- масса — 63 килограмма